# 牛頭角灶底藏屍案
牛頭角灶底藏屍案是指1975年8月16日在英屬香港發生的一宗命案，李亞來疑因黑市轉讓公屋單位所涉及的金錢糾紛，於牛頭角下邨第9座2樓的單位內被黃坤泰殺害，藏屍在灶底下，直到1975年8月22日，血水從2樓滲透到樓下店舖，被東主女兒發現，始揭發案件。黃坤泰被判處終身監禁，他在1994年獲考慮假釋之際，於小欖精神病院自縊身亡。

## 背景
牛頭角下邨是香港房屋委員會轄下的公共屋邨之一，涉案的第9座於1969年落成，樓高16層，李亞來於案發時年約五十四歲，曾任職家傭，後來轉到茶樓賣點心，她原本與一名姓陳的七十歲婦人一同居住於2樓141室，二人於1974年某天吵架後，陳婦上吊自殺身亡，李亞來認為該單位不吉利，在住所附近另租床位居住，鄰居表示在每月交租時才會見到她。黃坤泰是李亞來的乾兒子，案發時年約二十四歲，有精神病紀錄，曾入住青山精神病院接受治療，獨居於2樓140室。傳媒報導表示李亞來在家時間少，打算黑市轉讓其居住的單位，黃坤泰有意作介紹人賺取佣金，當時李亞來答允收回頂手費3000元，其後知悉同類型的徙置單位頂手費市值為5000元，遂要求黃坤泰以此價成交，有鄰居表示在案件發生前，曾見到李亞來應邀到140室與黃坤泰商談頂手問題，二人疑因金錢問題發生爭執，李亞來被緊扼咽喉，窒息而死。

## 揭發案件
1975年8月22日早上，牛頭角下邨第9座地下39號至40號「南記士多」開門營業，姓莊的東主女兒發現店舖內左邊近門口有一攤血水，血水是由2樓滴下來，遂前往140室拍門查問，應門的黃坤泰解釋他在屠宰雞隻，雞毛將渠口淤塞，導致血水流到樓下，並表示願意立即修理疏通，惟直到上午十時血水仍不斷滴下，瞬即盛滿一個膠盆並發出臭味，影響店舖營業，東主女兒於是向房屋署牛頭角辦事處投訴。管理員接獲投訴後到上址調查，黃坤泰拒絕開門，管理員聞得屋內傳出異常惡臭，於是通知區長，區長了解情況後，致電牛頭角警署報案。警員奉召到場，看見黃坤泰手持鎚槌蹲在灶底前修補，血水從新填塞的灶底滲出，遂要求黃坤泰自行把灶底鑿開，灶底鑿開些少後，露出一條疑似人腿，警員隨即封鎖現場進行調查。消防員用用電鋸把三合土逐塊削開，直到當天晚上八時完成，李亞來的屍體完整，用報紙包裹，全身赤裸踡伏灶台下，頭向街，腳向門口，雙手平放，被挖出來時，屍體已腫脹，警方表示李亞來最後露面時間是1975年8月16日，相信死去約六天。

## 審訊
1975年8月26日在觀塘裁判法院提堂，法院接納控方申請將案件押後至1975年9月，由精神科醫生檢驗被告能否接受審訊。1975年9月2日，法官審閱被告的精神報告後，認為被告可接受審訊，案件於1975年11月28日進行初級偵訊，法官裁定案件表面證據成立，轉交香港高等法院審理。

### 被告答辯
黃坤泰表示自己在案發前曾先後3次被送入青山精神病院，患病時經常感到頭暈，服藥治療後已經康復，於1974年入住案發單位。李亞來在黃坤泰隔鄰居住，並打算在1975年8月初遷出，黃坤泰與她商量以3千元頂讓該單位，李亞來於限期屆滿後仍未遷出，並表示要延期1個月。1975年8月16日下午2時，李亞來到黃坤泰家中要求他額外支付2千元頂讓費，因而引起衝突，黃坤泰表示李亞來掌摑他，並用手緊握其下體，使他感覺痛楚及頭暈，於是拿起啤酒瓶擊向李亞來的頭部，並緊握她的頸部，使她窒息致死。黃坤泰於案發第二天，買來水泥將李亞來的屍體掩藏於灶底，因水泥裂開，所以將屍體鑿出，用刀猛插，然後用水泥重新將屍體埋藏。

### 判決及上訴
案件於1976年5月7日審結，7名男性陪審員退庭商議約三小時後，一致裁定黃坤泰謀殺罪名成立，副按察司判處他環首死刑（當時香港已經停止執行死刑，以終身監禁取代。）。黃坤泰其後提出上訴，要求推翻原判，他的代表大律師指出，原審法官錯誤引導陪審員，尤其是關於黃坤泰曾有三次入住青山精神病院紀錄的證供，同時根據法醫官證供，死者是在糾纏間被扼窒息致命，認為死者身上参刀痕，是死後給被告利用灰匙亂插，藉以排出血水，避免溢出滴在地上，因此原審法官在引導陪審員的時候，應提及此案有誤殺的可能性。上訴庭認為原審法官所判並無不當，駁回其上訴申請。

## 後續
傳媒指有第9座的前居民在黃坤泰被監禁後，曾於深夜時分目睹已被殺害的李亞來在140室單位外徘徊，而在1995年，蔡姓夫婦一家三口遷入曾經埋藏李亞來屍首的單位，戶主蔡生不久便患上肺炎，而他的半歲兒子每晚深夜十二時起便會大哭，其妻子亦不時做惡夢，因此要求調遷。黃坤泰被定罪後在小欖精神病院服刑，直到1994年獲當局考慮假釋，而他在同年12月以褲頭帶自縊身亡，傳媒指他在院內曾對着空氣大聲驚呼：「走呀！咪行埋嚟呀！」（走啊！不要過來啊！），而黃坤泰自殺身亡後，案發單位再沒有在午夜傳出女子的哭聲。導演于仁泰參考了牛頭角灶底藏屍的案情，在他執導的電影《千王1991》加入了近似的情節。

## 改編電視劇

### 麗的電視
十大奇案2 之 灶底藏屍 (1976)，由阮令濤飾演黃伸泰。